# پایگاه هوایی یکابپیلس
پایگاه هوایی یکابپیلس (به انگلیسی: Jēkabpils Air Base) یک فرودگاه نظامی است که یک باند فرود بتن دارد و طول باند آن ۲۵۰۰ متر است. این فرودگاه در کشور لتونی قرار دارد و در ارتفاع ۸۸ متری از سطح دریا واقع شده‌است.